# Таксим (мечеть)
Та́ксим (тур. Taksim Camii) — мечеть в городе Стамбул в Турции. Расположена на одноимённой площади (микрорайон Таксим района Бейоглу). 
Работы по её возведению начались 17 февраля 2017 года и продолжались в течение четырёх лет. Мечеть была открыта в конце мая 2021 года. Трёхуровневый комплекс может вмещать до 3000 верующих одновременно.
Высота мечети без минаретов составляет примерно 30 м, как и двух других исторических храмов в её окрестностях. Комплекс мечети включает в себя конференц-центр и выставочный зал, а также подземный гараж.

## История
Планы по строительству мечети на площади Таксим разрабатывались с 1952 года. Так в этих целях была создана «Ассоциация по строительству и поддержанию мечети Таксим», которая, однако, прекратила своё существование после военного переворота 1980 года в Турции. Государственный совет отказался от планов воздвижения мечети на площади Таксим в 1983 году, мотивируя это тем, что они «не отвечали общественным интересам».
Тем не менее мечеть на площади Таксим оставалась на повестке дня у правительств Тургута Озала в 1980-х годах и Неджметтина Эрбакана в 1996 году. Вопрос её строительства активно обсуждался в средствах массовой информации. Возникали также препятствия юридического характера. Проблема появления мечети на площади Таксим являлась и одной из причин масштабных волнений в стране в 2013 году. В январе 2017 года строительство мечети было одобрено Советом по сохранению памятников культуры, занимающимся контролем над охраняемыми историческими объектами, тем самым было устранено последнее препятствие на пути создания на площади Таксим мечети. Президент Турции Реджеп Тайип Эрдоган всячески поддерживал этот проект с тех пор, как стал мэром Стамбула в 1994 году. Земля, на которой была воздвигнута мечеть, в настоящее время принадлежит Главному управлению фондов (тур. Vakıflar Genel Müdürlüğü).
Мечеть была открыта с проведением пятничной молитвы 28 мая 2021 года.